# Nationalpark Arcipelago Toscano
Nationalpark Arcipelago Toscano (italiensk: Parco Nazionale Arcipelago Toscano) er en marin nationalpark i det Toscanske arkipelag i provinserne Grosseto og Livorno, vest for Toscanas kyst i Italien.

## Geografi
Øgruppen ligger i Middelhavet mellem det Liguriske Hav mod nord og det Tyrrhenske hav mod syd.
Nationalpark blev oprettet i 1996 og beskytter 567,76 km² havområde og 178,87 km² landområde på øerne, hvilket gør den til det største beskyttede havområde i Europa
The Arcipelago Toscano National Park omfatter de syv hovedøer (isola) i det Toscanske arkipelag:
- Elba
- Isola del Giglio
- Capraia
- Montecristo
- Pianosa
- Giannutri
- Gorgona
- og nogle mindre øer og klippeskær.

Det højeste punkt i nationalparken er Mount Capanne (italiensk: Monte Capanne), der er 1.019 moh., og ligger på øen Elba.